# UWC México 6
UWC México 6: Hecho en México fue un evento de artes marciales mixtas producido por Ultimate Warrior Challenge México, que se llevó a cabo el 24 de abril de 2010 en el Auditorio Fausto Gutiérrez Moreno de Tijuana, Baja California, México.